# Norbert Koch
Norbert Koch (Utrecht, 22 de marzo de 1932–Nieuwegein, 7 de diciembre de 2010) fue un deportista neerlandés que compitió en ciclismo en la modalidad de pista, especialista en las pruebas de medio fondo.
Ganó dos medallas de bronce en el Campeonato Mundial de Ciclismo en Pista, en los años 1959 y 1960.

## Medallero internacional
| Campeonato Mundial | Campeonato Mundial        | Campeonato Mundial | Campeonato Mundial |
| Año                | Lugar                     | Medalla            | Competición        |
| ------------------ | ------------------------- | ------------------ | ------------------ |
| 1959               | Ámsterdam ( Países Bajos) | Medalla de bronce  | Medio fondo (P)    |
| 1960               | Leipzig ( RDA)            | Medalla de bronce  | Medio fondo (P)    |